# Lesxéievka
Lesxéievka (en rus: Лещеевка) és un poble de l'óblast de Nijni Nóvgorod, a Rússia, segons el cens del 2010 tenia 33 habitants, pertany al municipi d'Andréievka (Sergatxski).